# Oliarus artemisiae
Oliarus artemisiae är en insektsart som beskrevs av Bryan Patrick Beirne 1950. Oliarus artemisiae ingår i släktet Oliarus och familjen kilstritar. Inga underarter finns listade i Catalogue of Life.